# ترابری ریلی در استونی

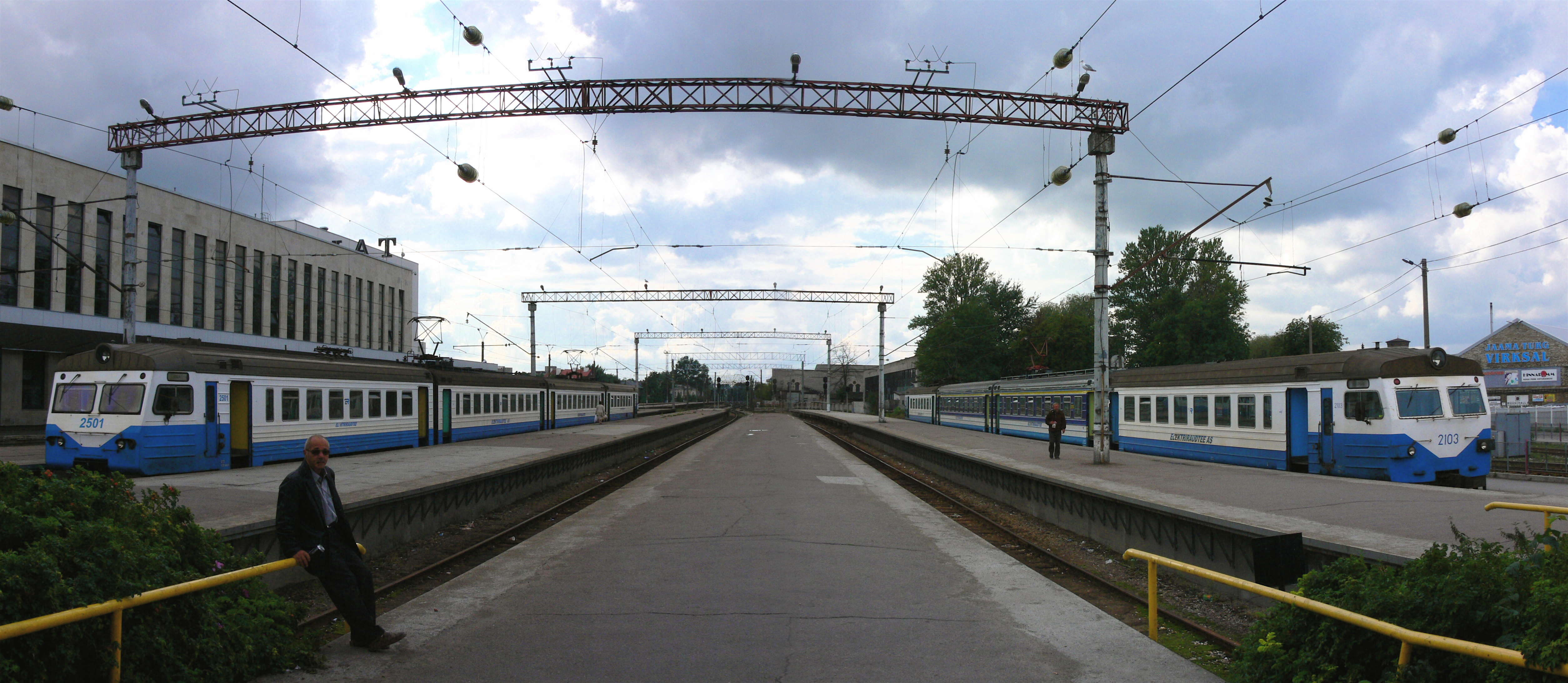
ایستگاه بالتیک ایستگاه اصلی شهر تالین

سیستم ترابری ریلی در استونی (استونیایی: Tehnilise Järelevalve Amet) متشکل از حدود ۱۲۰۰ کیلومتر خطوط راه‌آهن است که ۹۰۰ کیلومتر آن برای حمل و نقل عمومی است. زیرساخت‌های شبکه راه‌آهن استونی عمدتاً در تملک دولت و تنظیم و بررسی آن توسط سازمان تنظیم فنی استونی (استونیایی: Tehnilise Järelevalve Amet) انجام میشود.

## خطوط اصلی
متعلق به راه‌آهن استونی:
- تالین–تاپا–ناروا ۲۰۹٫۶ کیلومتر (۱۳۰٫۲ مایل).

خطوط راه‌آهن عمومی استونی در سال ۲۰۰۸

تمامی خطوط راه‌آهن استونی (از جمله خطوط تخریب شده)

- تالین–کیلا، استونی–پالدیسکی, ۴۷٫۷ کیلومتر (۲۹٫۶ مایل)
- کیلا–ریسیپره, ۲۴٫۴ کیلومتر (۱۵٫۲ مایل).
- تاپا–تارتو, ۱۱۲٫۵ کیلومتر (۶۹٫۹ مایل). تکمیل شده در ۱۸۷۷.[۱]
- تارتو–والگا, ۸۲٫۵ کیلومتر (۵۱٫۳ مایل) تکمیل شده در ۱۸۷۷.[۱]
- تارتو–پچوری, ۸۳٫۵ کیلومتر (۵۱٫۹ مایل). ساخته شده مابین ۱۹۲۹ و ۱۹۳۱
- 'والگا–پچوری, ۹۱٫۵ کیلومتر (۵۶٫۹ مایل) ریگا–پسکوف

متعلق به ادلاراودتی:
- تالین–لله–پارنو–(مویساکولا), ۱۴۱٫۴ کیلومتر (۸۷٫۹ مایل) (سابق ۱۹۰ کیلومتر)
- لله–ویلیاندی, ۷۸٫۷ کیلومتر (۴۸٫۹ مایل)

## خطوط راه‌آهن بزرگ صنعتی
- راه‌آهن معادن استونی ( راه‌آهن سنگ نفت)  ۲۰۰ کیلومتر (۱۲۰ مایل)
- راکوره–کوندا، استونی, ۱۹ کیلومتر (۱۲ مایل). ساخته شده در ۱۸۹۶,[۲]